# 氮化钇
氮化钇是一种无机化合物，化学式为YN，它在标准状况下是蓝紫色或接近黑色的晶体，和氮化钛及一氮化锆有着相似的机械性质。

## 制备
它可以直接由元素化合得到：
{\displaystyle {\mathsf {2Y+N_{2}\ {\xrightarrow {760^{o}C}}\ 2YN}},}
但这种方法会因为原料中含有的微量氧化物而降低产物纯度。因此，它通常用氢化钇和氨反应来制备：
{\displaystyle \mathrm {YH_{3}+NH_{3}\longrightarrow YN+3\ H_{2}} .}

## 性质
氮化钇是蓝紫色有金属光泽及金属导电性的晶体，属立方晶系，空间群F m2m，晶胞参数0.4878 nm。
氮化钇遇水分解；在空气中加热也能发生氧化：
{\displaystyle {\mathsf {4YN+3O_{2}\ {\xrightarrow {T}}\ 2Y_{2}O_{3}+2N_{2}}}.}